# 주간고속도로 제44호선
주간고속도로 제44호선(영어: Interstate 44, I-44)은 미국 남부 텍사스주 위치토폴스(Whichita Falls)와 중서부 미주리주 세인트루이스(St. Louis)를 연결하는 총 연장 1019.99km의 고속도로이다. 44호선의 동쪽 종점에서는 55호선, 64호선, 70호선과 미국 국도 제40호선과 겹친다. 또한 옛 미국 국도 제66호선과 노선이 일치하는 5개의 고속도로 중 하나이며 오클라호마주 털사와 오클라호마 주와 미주리주 경계까지 윌로저스 턴파이크(유로도로)로 지정되어있다.